# Benavente, Spanien
Benavente är en stad och kommun i provinsen Zamora i den autonoma regionen Kastilien och León i nordvästra Spanien. Staden ligger cirka 55,5 kilometer norr om Zamora och cirka 87,5 kilometer nordväst om Valladolid. Kommunen har 17 246 invånare (2024), på en yta av 45,12 km². Benavente tillhör comarcan Benavente y Los Valles och floden Órbigo rinner genom staden.
Benavente är beläget på en kulle i centrum av en stor slätt och ligger mitt emellan två olika geografiska områden, både fysiskt och ekonomiskt, dels Tierra de Campos och dels de dalar där floderna Esla, Tera och Órbigo flyter fram.

## Klimat
Klimatet kännetecknas, liksom i en stor del av Gamla kastilianska högslätten, av ett kontinentalt medelhavsklimat tack vare höjden över havet (cirka 741 meter över havet) och avståndet från havet.
Vintrarna är kalla (med temperaturer under 5 °C) och somrarna varma (cirka 30 °C i genomsnitt). Frost förekommer med hög frekvens under vintern, och förekommer även under våren, med åtföljande skador på jordbruk. Regnet är jämnt fördelat över året, men sparsamt förekommande under juli och augusti.